# Autoroute R-4 (Espagne)
L'autoroute R-4 est une autoroute urbaine payante appartenant à la Communauté de Madrid qui permet de décharger l'entrée ou la sortie de l'agglomération Madrilène depuis l'A-4 au sud.

C'est une autoroute qui permet de donner une alternative payante aux automobilistes à destination ou en provenance d'Andalousie et du Levant espagnol.
Elle se détache de la M-50 au sud de Getafe et se connecte à l'A-4 et à la AP-36 au sud d'Ocaña.
D'une longueur de 61 km environ, elle relie le 3e périphérique de Madrid à toutes les communes de la banlieue sud de la capitale (Pinto, Valdemoro...)
C'est au terme de la R-4 que commence l'alternative payante au Levant espagnol pour rejoindre la Province d'Alicante et la Région de Murcie par l'autoroute AP-36.
La R-4 est gérée par Cintra qui gère déjà l'AP-4.

## Tracé
- Elle commence au nord-ouest de Pinto où elle se déconnecte de la M-50
- Elle croise la M-506 qui relie Pinto à Alcorcon où elle contourne ensuite Parla par l'est.
- Elle s'approche de Valdemoro et quitte enfin le territoire de la Communauté de Madrid.
- Elle suit le tracé en parallèle à l'A-4 entre Aranjuez et Ontigola avant de se connecter au sud d'Ocaña à l'A-4 et l'AP-36 pour rejoindre l'Andalousie ou le Levant espagnol.

## Sorties
| Sorties | Villes                              |             |
| ------- | ----------------------------------- | ----------- |
|         | Toutes directions                   | M-40        |
| 01      | Mostoles - Fuenlabrada              | M-506       |
|         | Péage de Parla                      |             |
| 02      | Parla - Pinto                       | M-408       |
| 03      | Valdemoro - Grinon                  | M-404 M-942 |
| 04      | Seseña                              | CM-4010     |
| 05      | Tolède Madrid -Cordoue A-4          | CM-4001     |
|         | Péage de Aranjuez                   |             |
| 06      | Aranjuez                            | M-416       |
| 07      | Aranjuez Sud - Tolède               | N-400       |
|         | Cordoue - Séville Alicante - Murcie | A-4 AP-36   |